# Tschudi's tapaculo
De Tschudi's tapaculo (Scytalopus acutirostris) is een zangvogel uit de familie Rhinocryptidae (tapaculo's). De Nederlandse naam verwijst naar de Zwitserse natuuronderzoeker Johann Jakob von Tschudi die deze vogel in 1844 geldig heeft beschreven.

## Verspreiding en leefgebied
Deze soort is endemisch in centraal Peru.

## Status
De grootte van de populatie is in 2021 geschat op 140.000 volwassen vogels. Op de Rode lijst van de IUCN heeft deze soort de status niet bedreigd.